# Kaarma-Kirikuküla
Kaarma-Kirikuküla – wieś w Estonii, w prowincji Saare, w gminie Lääne-Saare. Pod koniec 2004 roku wieś zamieszkiwało 36 osób.